# 2008年夏季奧林匹克運動會現代五項比賽
2008年夏季奧林匹克運動會的現代五項比賽為期兩天，於8月21日及8月22日分別於北京英東游泳館（游泳部份）、奥体中心体育场（跑步與馬術部份）和北京國家會議中心擊劍館（擊劍及射擊部份）進行，本屆的現代五項賽事會產生兩枚金牌。

## 金牌榜
| 排名   | 国家／地区 | 金牌 | 银牌 | 铜牌 | 總數 |
| ------ | ---------- | ---- | ---- | ---- | ---- |
| 1      | 俄罗斯     | 1    | 0    | 0    | 1    |
| 1      | 德国       | 1    | 0    | 0    | 1    |
| 3      | 立陶宛     | 0    | 1    | 1    | 2    |
| 4      | 英国       | 0    | 1    | 0    | 1    |
| 5      | 乌克兰     | 0    | 0    | 1    | 1    |
| 總計： | 總計：     | 2    | 2    | 2    | 6    |

## 參賽資格
本屆奧運的現代五項項目合共有72個名額，男、女子均為36席。當中，主辦國中國自動擁有男、女子小項的一舍名額。另外在世界排名方面，只會計算在2008年6月1日前依未取得參賽資格的14位男、女子運動員。在「外卡」上，國際奥委會、國家奥委會协会協會及國際現代五項聯盟會組成的委員會，選出男、女各3位的運動員參與。
| 日期          | 賽事名稱                   | 出線名額 |
| 2007年        | 世界錦標賽                 | 6        |
| 2007年        | 2007年現代五項世界盃總決賽 | 2        |
| 2007年        | 2007年非洲現代五項錦標賽   | 2        |
| 2007年        | 2007年亞洲現代五項錦標賽   | 10       |
| 2007年        | 2007年大洋洲現代五項錦標賽 | 2        |
| 2007年        | 2007年美洲現代五項錦標賽   | 8        |
| 2007年        | 2007年歐洲現代五項錦標賽   | 16       |
| 2008年        | 2008年世界錦標賽           | 6        |
| 2008年 6月1日 | 世界排名                   | 14       |
| 2008年        | 外卡                       | 4        |

## 各項成績
| 項目           | 金牌                        | 金牌   | 银牌                  | 银牌   | 铜牌                                | 铜牌   |
| 男子組（詳細） | 安德烈·莫伊谢耶夫（俄罗斯） | 5632分 | 埃德维纳斯·克倫哥賈斯（立陶宛） | 5548分 | 安德烈尤斯·查尼普洛斯基士（立陶宛）               | 5524分 |
| 女子組（詳細） | 莱纳·舍内博恩（德国）       | 5792分 | 希瑟·費爾（英国）     | 5752分 | 阿納斯塔西婭·普羅科彭科（白俄罗斯） | 5672分 |

## 外部連結
- 本屆奧運各項項目比賽時間表